# فیلهلنیسم

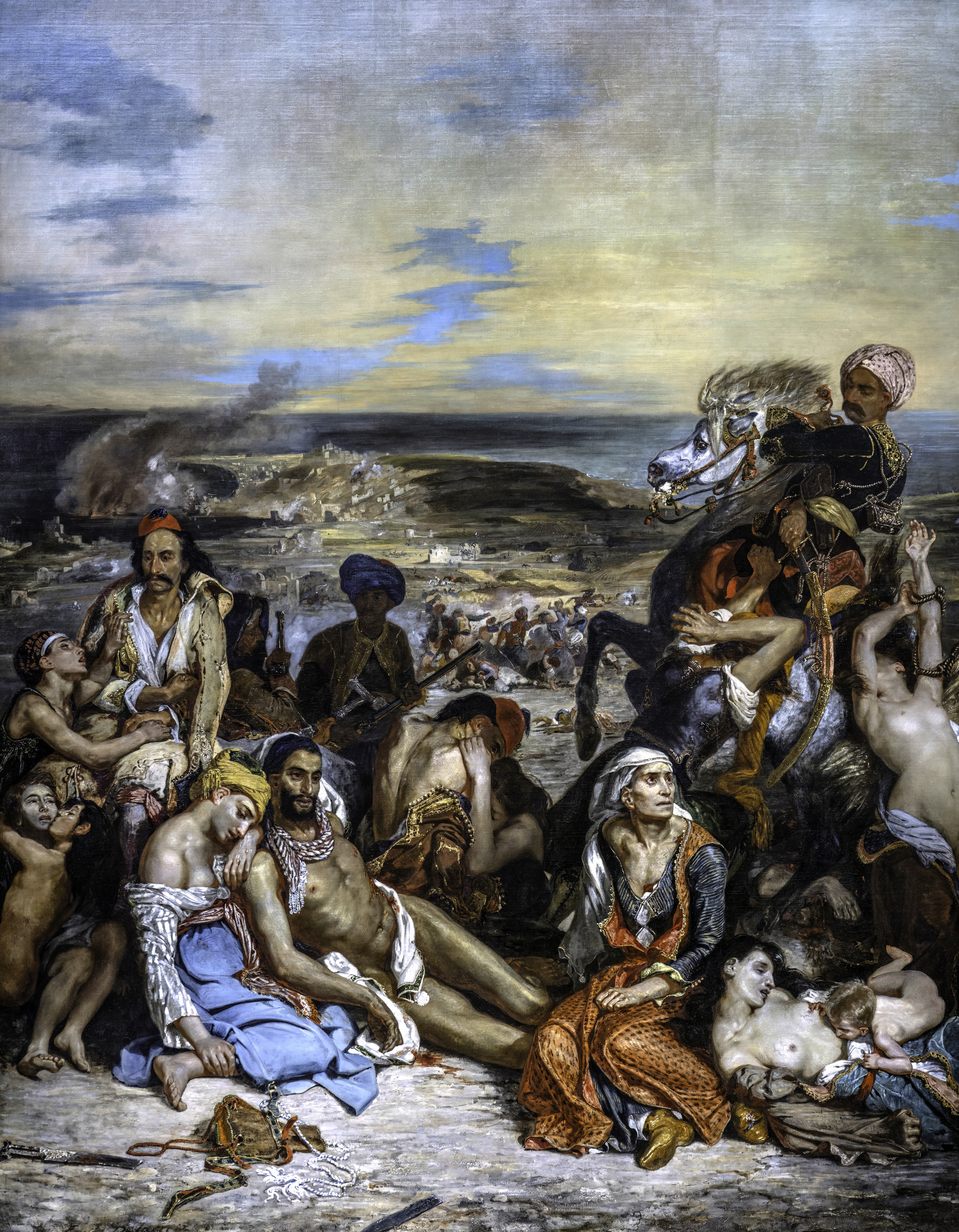
قتل‌عام خیوس؛ اثر اوژن دولاکروا که نمایانگر رویکرد فیلهلنیسم فرانسوی است.

فیلهلنیسم (Philhellenism) یا یونان دوستی؛ و فیلهلن (Philhellene به معنای ستایندهٔ یونانی‌ها و هرچیز یونانی) مشتق شده از واژهٔ φίλος (philos، به معنای دوست و عاشق) و ἑλληνισμός (hellênismos، به معنای یونانی) یک جنبش روشنفکری بود∗ که به ویژه در بدو سدهٔ نوزدهم برجسته بود. این [جنبش] به احساساتی دامن زد که سرانجام اروپائیانی از جمله لرد بایرون یا شارل نیکلای فابویه∗را بر آن داشت که جنگ استقلال یونان از امپراتوری عثمانی را پشتیبانی کنند.
فیلهلنیسمِ اروپائی پایان سدهٔ نوزدهم به مقدار کثیری در میان کلاسیک شناسان دیده شده‌است.

## فیلهلن‌های دوران باستان

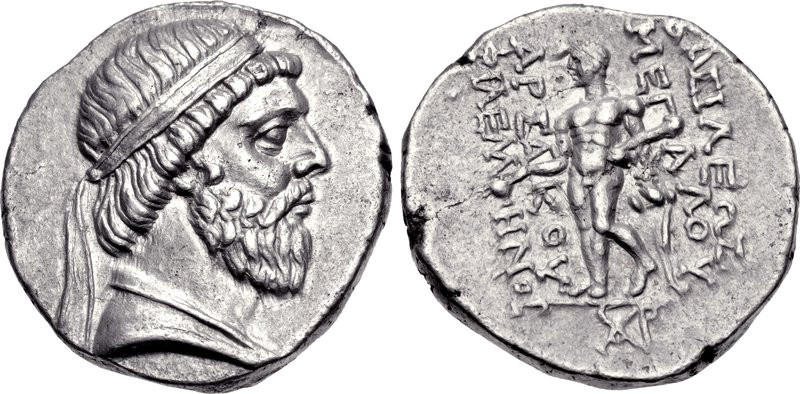
یک سکّهٔ پارتی از مهرداد یکم؛ حکّاکی یونانی بدین مضمون است: ΒΑΣΙΛΕΩΣ ΜΕΓΑΛΟΥ ΑΡΣΑΚΟΥ ΦΙΛΕΛΛΗΝΟΣ ([سکّهٔ پادشاه بزرگ اشکانی، دوست یونانی‌ها).

در دوران باستان، واژهٔ "Philhellene" هم برای توصیف غیر-یونانی‌هایی که دوستدار فرهنگ یونانی بودند و هم یونانی‌هایی که میهن پرستانه از فرهنگ خود پاسداری کردند، مورد استفاده قرار گرفت. فرهنگ واژگان یونانی-انگلیسیِ لیدل-اسکات∗ "philhellene" را چنین تعریف می‌کند:" دوستدار یونانی‌ها، به ویژه شهریاران بیگانه، همچون آماسیس دوم، پادشاهان اشکانی، همچنین خودکامگان∗یونانی از جمله جیسونِ فرای∗و در کل میهن پرستان یونانی."
از برخی نمونه‌ها می‌توان به اِواگوراس∗ قبرسی و فیلیپ مقدونی (که همگی توسط ایسوکراتس فیلهلن یا Philhellenes نامیده شدند) اشاره کرد؛ همچنین حکمرانان اولیهٔ شاهنشاهی اشکانی از مهرداد یکم نیز از عنوان فیلهلن بر روی سکّه‌های خود استفاده کردند؛ که اقدامی سیاسی با هدف ایجاد روابط دوستانه با اتباع یونانی شان بود.

### فیلهلن‌های رومی
طبقات بالای باسواد∗روم در طول سدهٔ سوم قبل از میلاد در فرهنگ خود به‌طور فزاینده ای یونانی سازی∗ می‌شدند.
در میان رومیان تیتوس کوئینکتیوس فلامینینوس∗ ــ کسی که در ۱۹۶ قبل از میلاد در خلال بازی‌های ایستمی∗در کورینت ظاهر شد و آزادی دولت-شهرهای یونانی را اعلام کرد ــ یونانی را روان صحبت می‌کرد؛ و بر طبق گفتهٔ تیتوس لیویوس یک ستایندهٔ بزرگ فرهنگ یونانی بود، و یونانیان از وی به سان آزادیبخش∗ خود یاد کردند.
البته برخی رومیان در اواخر دوران جمهوری به گونه ای برجستهْ ضد یونانی∗ بودند و از نفوذ فزایندهٔ فرهنگ یونانی بر زندگی رومی نفرت داشتند؛ از نمونه‌های آن سانسورچیِ رومی به نام کاتوی بزرگتر و همچنین کاتوی جوانتر بودند، کسی که در طول تهاجم روم به یونان زیست امّا در سال‌های پایانی زندگی اش پس از اقامت در رودس عاقبت به یک فیلهلن بدل شد.
شاعر غنایی به نام هوراس نیز یک فیلهلنِ دیگر بود. وی به خاطر این کلماتش شهره است:" Graecia capta ferum victorem cepit et artis intulit agresti Latio" (یونانِ مغلوبْ متغالبِ∗ وحشی خود را به بند کشاند و هنرهای خود را به داخل لاتیوم روستایی بُرد)؛ بدین معنا که پس از تصرف یونانْ یونانی‌های مغلوب یک هژمونی فرهنگی∗ بر روی رومی‌ها آفریدند.
امپراتورهای رومی از جمله نرون، هادریان، مارکوس آئورلیوس، و ژولیان مرتد نیز به خاطر فیلهلنیسم شان شهره اند.
در عصر حاضر

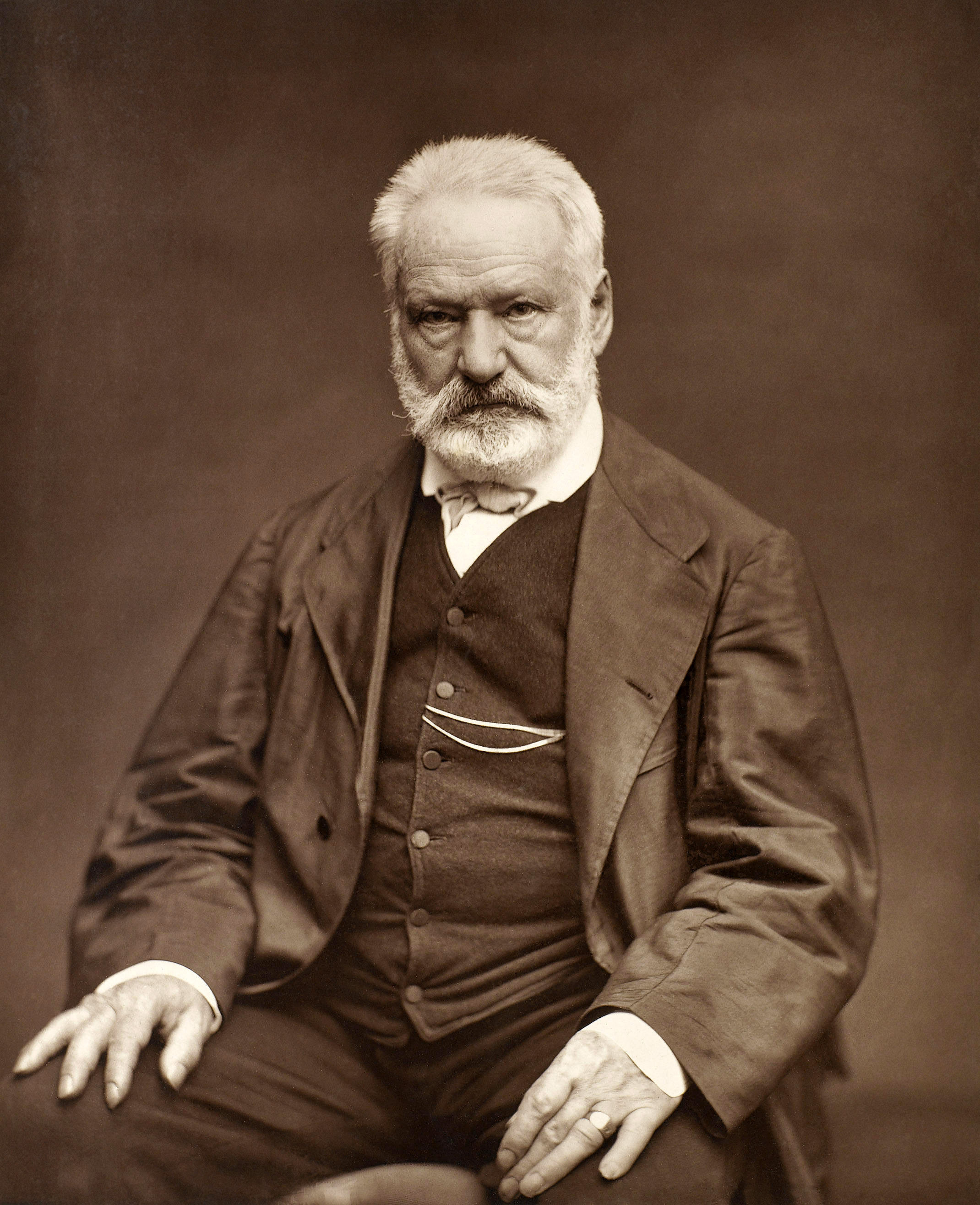
ویکتور هوگو؛ یک فیلهلن برجسته.

در دوران واکنش و سرکوب سیاسیِ پس از سقوط ناپلئون ــ زمانی که طبقات متوسط و بالای لیبرال، محصل و موفقِ جوامع اروپاییْ با بازگشت رژیم‌های کهنه‌شان شاهد سرکوبی آرمان∗های انقلابی رمانتیک ۹۲–۱۷۸۹ بودند ــ آرمانِ نوزایی یک دولت یونانی در قلمروهای بسیاری که به خاطر ارزش باستانی شان قدسیّت یافته بودند (آرمانی که حتّی در سبک مبلمانِ اتاق‌های نشیمن شان و نیز محتوای قفسه کتاب‌هایشان بازتاب یافته بود)، ایدئالی بر پایه فضای رمانتیک را پیش کشید.
در این شرایط، قیام یونان منبع الهام و توقعاتی شد که هیچگاه نتوانست عملاً برآورده شود؛ و سبب یأس و حرمان چیزی شدند که پل کارتلج∗ آن را «خود-هویت یابیِ∗ عصر ویکتوریایی با افتخار به یونانی بودنش» خوانده بود. آموزش عالی آمریکایی نیز با تحسین فزاینده و هویت یابی بوسیلهٔ یونان باستان در دهه ۱۸۳۰ و بعد، از اساس دگرگون شده بود.
سوژهٔ مشهور دیگرِ علاقه به فرهنگ یونانی در مسیر سدهٔ نوزدهم فیلسوف سکایی آناکارسیس بود، کسی که در سدهٔ ششم پیش از میلاد زیست. اشتهار آناکارسیس به لطف اثر تخیلی ژان-ژاک بارتلمی∗ به نام سفرهای آناکارسیس جوان در یونان∗(۱۷۸۸) جرقه خورده‌است؛ یک سفرنامه تخیلی پژوهشگرانه و یکی از نخستین داستان‌های تاریخی که یکی از محققین معاصر آن را «دانشنامهٔ ∗ فرهنگ جدید باستان» نامیده‌است. این رمان اثری شگرف بر رشد فیلهلنیسم در فرانسه داشت؛ کتاب چندین بار ویرایش شد، در ایالات متحده تجدید چاپ، و به آلمانی و سایر زبان‌ها نیز ترجمه شد. این [کتاب] بعدها ترحم اروپائیان نسبت به جنگ استقلال یونان را برانگیخت و سبب شد اقتباس‌ها و مقلده‌هایی از آن در سرتاسر سدهٔ ۱۹اُم پدید آید.
در فرهنگ آلمانی نخستین مرحلهٔ فیلهلنیسم را می‌توان به آثار یوهان یواخیم وینکلمان پیوند زد، یکی از مبدعین تاریخ هنر∗؛ و نیز بهفریدریش آگوست وولف کسی که پژوهش‌های مدرن هومری را با اثر خود با عنوان Prolegomena ad Homerum (1795)∗ آغازید؛ و نیز به دیوانسالار∗ روشنگری به نام ویلهلم فون هومبولت.